# Fernando Pérez-Borbujo
Fernando Pérez-Borbujo Álvarez (Córdoba, 1969) es un filósofo, ensayista y profesor universitario español.

## Biografía
Doctorado en Humanidades (2000) y en Ciencias Políticas y Sociales (2009) por la Universidad Pompeu Fabra, amplió su formación en las universidades de Tubinga, Múnich y Berlín. Es profesor titular de Filosofía de la Universidad Pompeu Fabra, profesor del máster de Estudios comparados de literatura, arte y pensamiento en la misma universidad y desde 2011 también es profesor del máster de Comunicación, Periodismo y Humanidades de la Universidad Autónoma de Barcelona.
Su investigación se ha centrado en la filosofía alemana del siglo XIX y la española del siglo XX, así como en las relaciones culturales y filosóficas hispano-germanas. Es autor de Schelling-Heidegger. Inicio, abismo y libertad (Herder, 2022), El principio de angustia (Herder, 2022); El cuerpo y sus abismos (Ítaca Editorial, 2014), Tres miradas sobre el Quijote: Unamuno, Ortega, Zambrano (Herder Editorial, 2010), Veredas del espíritu. De Hume a Freud (Herder Editorial, 2007), La otra orilla de la belleza. En torno al pensamiento de E. Trías (Herder Editorial, 2005) y Schelling. El sistema de la libertad (Herder Editorial, 2004). Ha editado e introducido a S. Kierkegaard. Apuntes sobre la filosofía de la revelación de F. W. J. Schelling (1841-8142) (Trotta, 2014) e Ironía y destino. La filosofía secreta de Sǿren Kierkegaard (Herder Editorial, 2013). Además ha traducido, en colaboración con Illana Giner Comín, la obra de Schelling Del yo como principio de la filosofía o Sobre lo incondicionado en el saber humano (Trotta, 2003).